# NGC 47
NGC 47 (ook wel NGC 58, PGC 967, MCG -1-1-55 of IRAS00119-0726) is een balkspiraalstelsel in het sterrenbeeld Walvis die op ongeveer 240 miljoen lichtjaar afstand van de Aarde staat.
NGC 47 werd in 1886 ontdekt door de Duitse astronoom Ernst Wilhelm Leberecht Tempel. Later werd het nogmaals ontdekt door de Amerikaanse astronoom Lewis A. Swift en NGC 58 genoemd.
Vanaf de Aarde gezien bevindt NGC 47 zich schijnbaar net ten oosten van de voorgrondster HD 984 (magnitude +7). Deze ster kan daardoor als gidsster fungeren om met behulp van de telescoop het sterrenstelsel op te sporen.
Waarnemers in de Benelux kunnen, aan de hand van NGC 47 en de nabij gelegen stelsels NGC 50 en NGC 54, op zoek gaan naar de gordel van geostationaire satellieten. De telescoop met volgmechanisme dient naar NGC 47, NGC 50, of NGC 54 gericht te worden, de geostationaire satellieten bewegen traag doorheen het beeldveld.